# James Dunn (Fußballspieler)
James Dunn (* 25. November 1900 in Glasgow; † 20. August 1963) war ein schottischer Fußballspieler.

## Leben und Karriere
Dunn, der den Spitznamen „ginger“ (dt. ‚Rotschopf‘) aufgrund seiner Haarfarbe bekam, begann seine Profikarriere 1920 bei Hibernian Edinburgh, bei denen er bis 1928 blieb. Nach einem guten Spiel für die schottische Fußballnationalmannschaft gegen England 1928 wurde er vom englischen Klub FC Everton verpflichtet. Mit den Toffees gewann er 1932 die englische Meisterschaft und den englischen Pokal im gleichen Jahr. Nach nur zwei einjährigen Gastspielen bei Exeter City und dem Runcorn FC beendete er 1937 seine aktive Karriere. International spielte Dunn vier Mal für die schottische Fußballnationalmannschaft. Sein Debüt gab er 1925 gegen Wales. Dunns Sohn James Dunn jr. gewann 1949 mit dem Wolverhampton Wanderers ebenfalls den englischen Pokal. James Dunn starb 1963 im Alter von 62 Jahren.

## Stationen
- Govan St. Anthony’s
- Hibernian Edinburgh 1920–1928
- FC Everton 1928–1935
- Exeter City 1935–1936
- Runcorn FC 1936–1937

## Erfolge
- 1 × englischer Meister mit dem FC Everton (1932)
- 1 × englischer Pokalsieger mit dem FC Everton (1932)

| Personendaten    | Personendaten               |
| ---------------- | --------------------------- |
| NAME             | Dunn, James                 |
| KURZBESCHREIBUNG | schottischer Fußballspieler |
| GEBURTSDATUM     | 25. November 1900           |
| GEBURTSORT       | Glasgow                     |
| STERBEDATUM      | 20. August 1963             |